# Salzgitter AG

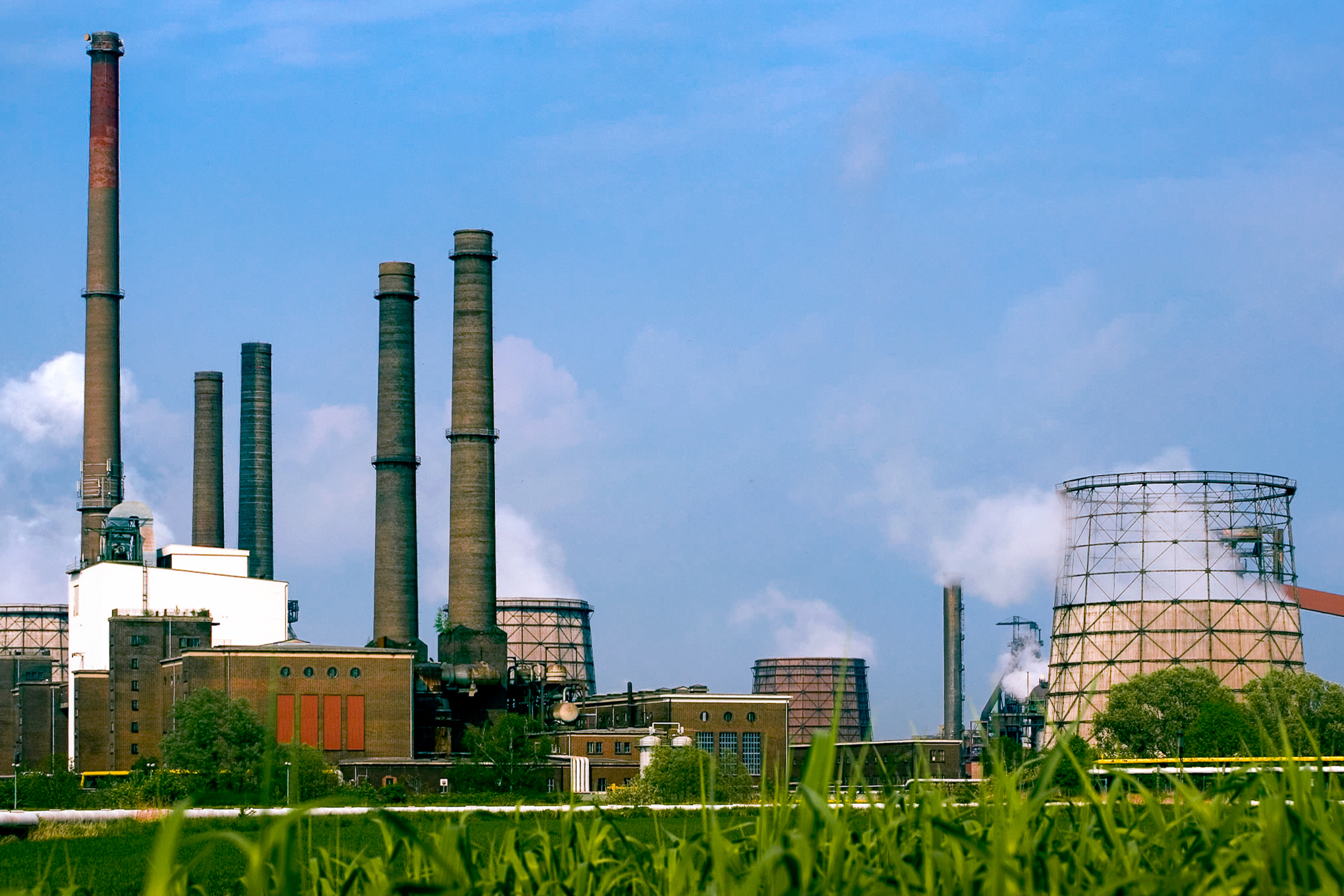
Електростанція Salzgitter AG у Зальцгіттері

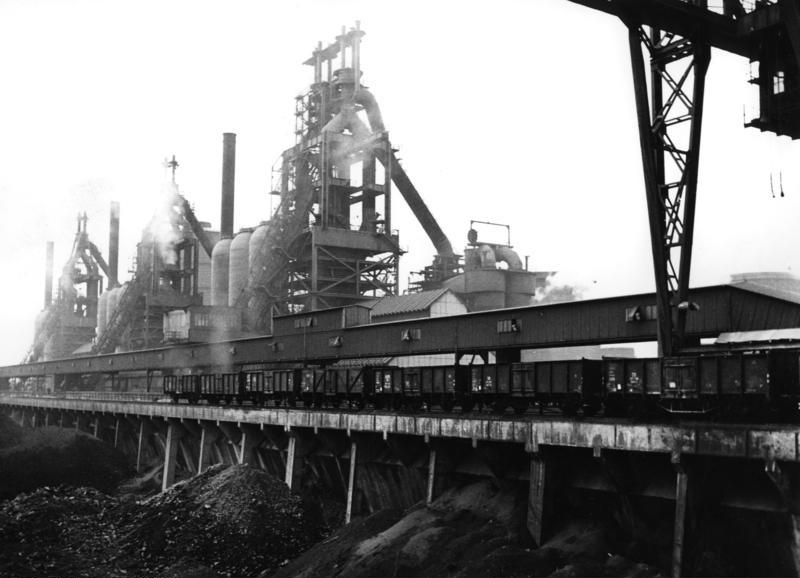
Доменна піч (1961)

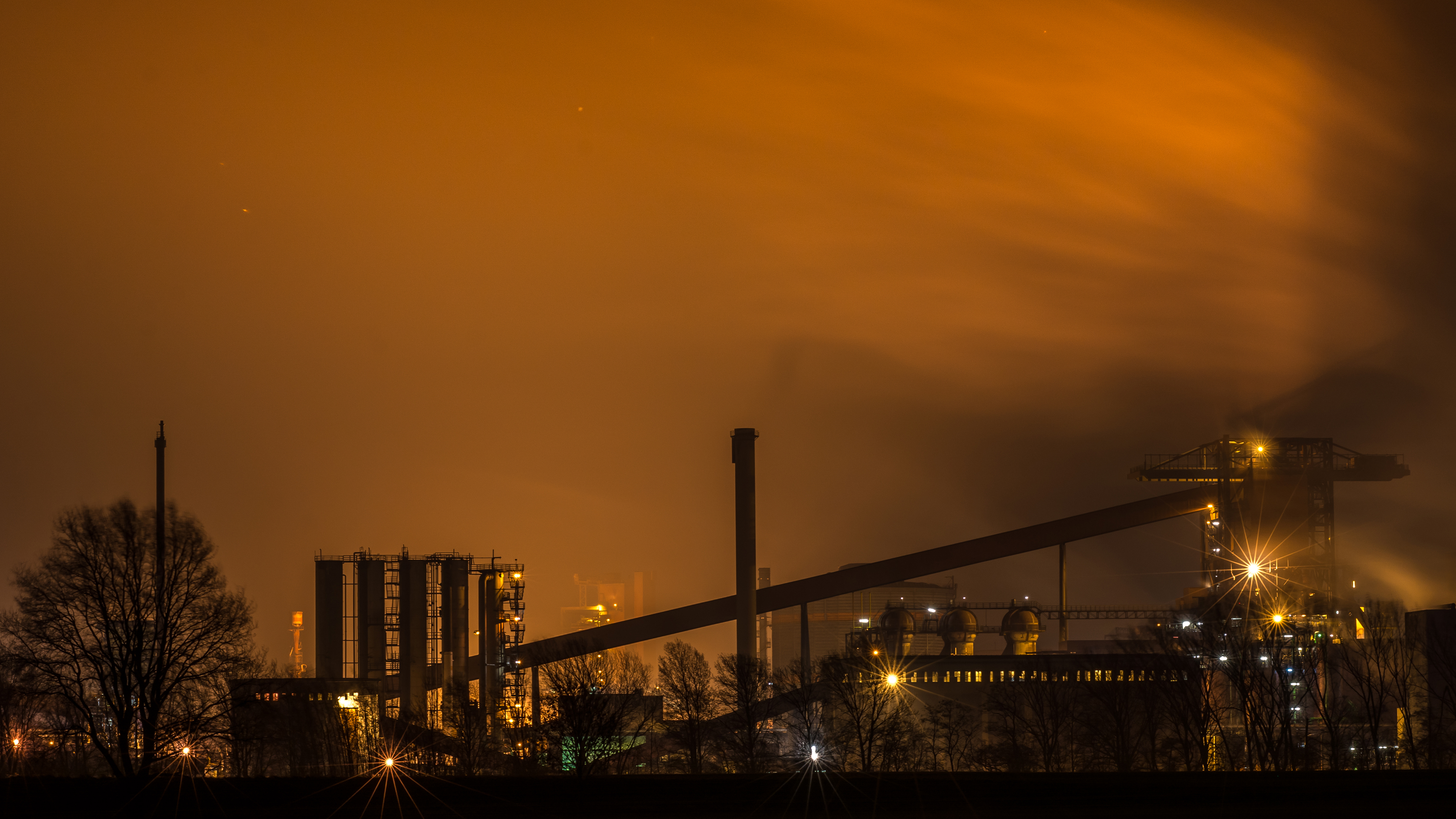
Домна B вночі

Salzgitter AG — німецька сталеливарна компанія. Є другою за величиною в Німеччині, поступаючись лише ThyssenKrupp Stahl AG. Компанія виробляє сталевий прокат, металовироби, трубну продукцію.
Заснована у 1858 році, як Aktiengesellschaft Ilseder Hütte.
В 2000 компанія придбала Mannesmannröhren-Werke AG, підрозділ концерну Mannesmann AG.